# Khuddaka-Nikaya
Die Khuddaka-Nikaya (Die kleinere/kürzere Sammlung) ist die letzte von fünf Nikayas („Sammlungen“), aus denen die Suttapitaka besteht. Sie ist eine Mischung von Aphorismen, Liedern, Gedichten, Märchen und Fabeln; zusammengetragen in 15 unabhängigen Werken.
Anmerkung: Die burmesische Version der Khuddaka-Nikaya enthält drei zusätzliche Bücher, sodass diese aus insgesamt 18 Büchern besteht.
| #  | Name              | Beschreibung |
| 1  | Khuddaka-Pātha    | Unter dem Titel „Kurze Texte“ erschien 1910 im Verlag Walter Markgraf (Breslau) die deutsche Übersetzung dieses kleinen Büchleins von Dr. Karl Seidenstücker, das neun „Lehrstücke“ enthält. Beginnend mit der dreifachen Zuflucht und den zehn Tugendvorschriften, werden im Weiteren die 32 Körperteile und die (10) Fragen des Novizen behandelt. Dann folgen Lehrreden: Maṅgala-, Ratana-, Tirokuḍḍa-, Nidhikaṇḍa und Mettā-Sutta. Bemerkenswert ist, dass Tirokuḍḍa- und Nidhikaṇḍa-Sutta nur hier im Khuddaka-Pātha erscheinen und sonst nirgends im gesamten Pāli-Kanon, wobei Maṅgala-, Ratana- und Mettā-Sutta zu den wohl bekanntesten Lehrreden gehören, die bei fast allen buddhistischen Zeremonien rezitiert werden. |
| 2  | Dhammapada        | Das ist mit großem Abstand das am häufigsten ins Deutsche übertragene Buch aus dem Pāli-Kanon. Die wohl bekanntesten Übersetzungen haben Paul Dahlke (1919), R. Otto Franke (1923), und Nyanatiloka (1943) angefertigt. In 24 Kapiteln werden allerlei Themen aus buddhistischer Sicht in Versform behandelt. Das Dhammapada zählt zu den wichtigsten Büchern des buddhistischen Kanons. Es ist für Anfänger (Einsteiger) als auch für Fortgeschrittene in der Lehre des Buddha wichtig und verständlich formuliert. |
| 3  | Udāna             | Udāna heißt wörtlich „Ausrufe“. In acht Kapiteln werden (wichtige) Merkverse („Aussprüche“), d. h. meist prägnante Verse des Buddha und Erläuterungen zum Anlass der Äußerungen aufgeführt. Die erste und wohl genaueste Übersetzung wurde 1920 von Dr. Karl Seidenstücker im Verlag von Theodor Lampart in Augsburg mit dem Sub-Titel: Das Buch der feierlichen Worte des Erhabenen veröffentlicht. |
| 4  | Itivuttaka        | Karl Seidenstücker übersetzte 1919 die Aphorismen des Itivuttaka als Erster ins Deutsche. Eine weitere Übersetzung ins Deutsche wurde von Hellmuth Hecker vorgenommen. |
| 5  | Sutta-Nipāta      | Zeichnet sich durch lebensnahe, eindringliche und konkrete Themen aus. Ins Deutsche übersetzt von Nyanaponika Mahathera. |
| 6  | Vimāna-Vatthu     | Wege zum Himmel lautet der gängige Titel dieses Buches, das aus dem Pali von Hellmuth Hecker übersetzt wurde. Das Thema „Ursache-Wirkung“ und Wiedergeburt steht hier im Vordergrund, speziell die Früchte guter Taten. Kurze einleitende Verse werden anhand von Rahmenerzählungen ausgeführt. Bemerkenswert ist, dass sich 50 Geschichten um Frauen und nur 35 um Männer drehen. |
| 7  | Peta-Vatthu       | Die Peta-Vatthu (Wege ins Totenreich) teilt sich vier Bücher mit insgesamt 61 Rahmenerzählungen und Versen. Der Schwerpunkt liegt auf dem Aufzeigen der Folgen von schlechtem Denken, Sprechen und Handeln. Ebenfalls von Hellmuth Hecker ins Deutsche übersetzt, wobei der Titel Das buddhistische Totenbuch etwas irreführend ist. |
| 8  | Thera-Gāthā       | Die Verse der (Ordens-)Älteren sind entsprechend ihrer Anzahl angeordnet. Insgesamt kommen in diesem Buch 64 Mönche zu Wort, wobei der Mönch Vaṅgīsa im „Großen Kapitel“ mit 71 Versen am meisten zu sagen hat. Der deutsche Indologe Karl Eugen Neumann hat Ende des 19. Jahrhunderts erstmals dieses Werk ins Deutsche übersetzt. Eine neuere Übersetzung hat (zusammen mit den Versen der Nonnen) Ekkehard Saß 2000 angefertigt. Eine weitere Übersetzung wurde von Christine Schoenwerth 1997 im Verlag der altbuddhistischen Gemeinde veröffentlicht. |
| 9  | Therī-Gāthā       | Die Verse der (ordens-)älteren Nonnen sind ebenfalls entsprechend der Anzahl ihrer Verse angeordnet. Allerdings kommen hier nur 73 Nonnen zu Wort, wobei die Nonne Sumedha im „Großen Kapitel“ mit 124 Versen bedeutend mehr von sich reden macht, als ihr Pendant Vaṅgīsa in den Theragāthā. |
| 10 | Jātaka            | Die 547 „Wiedergeburts-Erzählungen“ sind entsprechend der Anzahl ihrer Verse angeordnet. Das Vessantara-Jātaka (Nr. 547) ist mit 764 Versen nicht nur das umfangreichste, als auch das berühmteste Jātaka und behandelt die Vollkommenheit des Gebens. Die hier enthaltenen Verse sind nicht als „Geschichten“ bzw. als „Erzählungen“ zu betrachten, sondern als eine Art Merkverse, die von einem sachkundigen und redegewandten Vortragenden mit der jeweils dazugehörenden Rahmenerzählung auszuschmücken sind. Diese zwingend dazu gehörenden Rahmenerzählungen sind nur im Kommentar enthalten. Julius Dutoit hat in seiner Übersetzung der Jātakas, die er 1906–1916 anfertigte, völlig richtig die Rahmenerzählungen mit eingebunden, sodass ein recht gut lesbares und verständliches Gesamtwerk entstand. Im Verlag Beyerlein/Steinschulte gibt es eine vereinfachte Neuauflage in drei statt 7 Bänden. In Auswahl wurden die Jātakas als „Buddhistische Märchen“ auch veröffentlicht. |
| 11 | Niddesa           | |
| 12 | Paṭisambhidāmagga | Der analytische Weg ist eindeutig ein spätkanonisches Werk. In drei Abschnitten werden in analytischer Weise „Erkenntnis“, „Verbindungen“ und „Wissen“ abgehandelt. Die Vorgehensweise dabei erinnert stark an Abhidhamma-Schemata. Es ist ein sehr aufschlussreiches Werk, das vor allem fortgeschrittene Meditierende interessant finden. |
| 13 | Apadāna           | |
| 14 | Buddhavaṃsa       | Dieses Buch ist zweifellos eines der jüngeren Werke im Pāli-Kanon. Es ist vollständig in Versen abgefasst. Diese sind jedoch nicht durchgehend im sonst üblichen Achtsilbenmaß (sloka) gehalten. Auch gibt es gelegentlich Verse mit drei statt zwei Zeilen zu je acht oder mehr Silben. Es werden hier fünfundzwanzig Erwachte behandelt, wobei aus der ersten Vorrede deutlich wird, dass es in diesem Werk nicht um nüchtern sachliche Fakten geht, sondern darum, im Hörer der ihm vorgetragenen Verse, die man am besten als „Erbauungsverse“ bezeichnen kann, spirituelle Freude zu erwecken. Die zweite Vorrede hat dann inhaltlichen Bezug auf den ersten Buddha. Interessanterweise werden im hier vorliegenden Text keine weiteren zukünftigen Buddhas namentlich genannt. Mit der Darstellung des Lebensweges des Buddha Gotama ist die Genealogie im Prinzip abgeschlossen. Dieses Buch wurde vom deutschen Mönch Santuṭṭho Bhikkhu erstmals ins Deutsche übersetzt und 2017 im Eigenverlag veröffentlicht. |
| 15 | Cariyā-Piṭaka     | In dieser „Sammlung“ sind 35 Stücke zusammengestellt, die in Versform den Lebenswandel des Buddha in früheren Existenzen darstellen, in denen er die jeweiligen Vollkommenheiten (pāramī) entwickelt hat. Allerdings werden hier nur Erzählungen von früheren Existenzen des Buddha Gotama aus dem letzten Weltzeitalter (kalpa), und nicht wie in den Jātakas („Wiedergeburtserzählungen“) aus einigen Äonen, beginnend mit dem, als der Einsiedler Sumedha der Buddha war. Diese Erzählungen wurden auf Anfrage von Sāriputta dargelegt, so besagt es der Kommentar zum Cariyā-Piṭaka, der ein Teil des Paramathadīpanī ist. Der offensichtliche Zweck dieser Zusammenstellung ist die Förderung bzw. Stärkung des Vertrauens bzw. Glaubens der Menschen an die verdienstlichen „Vollkommenheiten“ (pāramī). Wobei hier im Cariyā-Piṭaka nicht alle zehn Vollkommenheiten beschrieben werden, sondern es wird in den ersten zehn Stücken das Geben (dāna), in den zweiten zehn die Sittlichkeit (sīla) und in den übrigen fünfzehn die Vollkommenheit des Entsagens (nekkhamma), des Entschließens (adhiṭṭhana), der Wahrhaftigkeit (sacca), des Wohlwollens (mettā) und des Gleichmutes (upekkhā) aufgezeigt. Der deutsche Mönch Santuṭṭho Bhikkhu hat 2016 dieses Buch ins Deutsche übersetzt und veröffentlicht. |
| 16 | Nettippakarana    | (burmesischer Kanon) |
| 17 | Petakopadesa      | (burmesischer Kanon) |
| 18 | Milindapañhā      | Die Fragen des Königs Milinda werden wohl nur im burmesischen Dreikorb als kanonisch betrachtet. Im ersten Teil wird in einer äußerst interessanten Rahmenerzählung dargestellt, wie es zu diesem Werk kam. Im zweiten Teil werden in vier Kapiteln „Fragen über charakteristische Merkmale“ erörtert. Im dritten Teil werden ebenfalls in vier Kapiteln „Lösungen der Zweifel“ erläutert. Im vierten Teil werden in acht Kapiteln „Lösungen der zweischneidigen Probleme“ behandelt. Im fünften Teil werden „Schlussfolgerungen“ gezogen. Im sechsten Teil geht es um „Asketengelübde“" Im achten und letzten Teil werden in sieben Kapiteln „Gleichnisse“ abgehandelt. Dieses wirklich sehr aufschlussreiche Buch mit dem Sub-Titel Ein historisches Gipfeltreffen im religiösen Weltgespräch übersetzte der ehrwürdige Nyanatiloka ins Deutsche, der ehrwürdige Nyanaponika hat es überarbeitet und es erschien 1985 im Ansata-Verlag und wurde 1998 bei O.W. Barth neu verlegt. |

## Deutschsprachige Ausgaben
- Karl Eugen Neumann (Übers.): Die Reden des Buddha. Sammlungen in Versen. Die Sammlung der Bruchstücke (Sutta Nipāta) – Die Lieder der Mönche und Nonnen (Theragāthā/Therīgāthā) – Der Wahrheitspfad (Dhammapadam). Beyerlein-Steinschulte, Stammbach, 2015, ISBN 978-3-931095-95-6
- Fritz Schäfer (Übers.): Verse zum Aufatmen, Die Sammlung Udana. Beyerlein und Steinschulte, Stammbach, 1998, ISBN 3-931095-17-7
- Hellmuth Hecker (Übers.): Itivuttaka: Sammlung der Aphorismen. Beyerlein u. Steinschulte, Stammbach, 2004, ISBN 3-931095-47-9
- Nyanaponika Mahathera (Übers.): Sutta-Nipata, Frühbuddhistische Lehrdichtungen. Beyerlein und Steinschulte, Stammbach, 1996, ISBN 3-931095-06-1
- Hellmuth Hecker (Übers.): Vimana-Vatthu: Wege zum Himmel. Beyerlein u. Steinschulte, Stammbach, 2004, ISBN 3-931095-30-4
- Hellmuth Hecker (Übers.): Peta-Vatthu: Das buddhistische Totenbuch. Beyerlein u. Steinschulte, Stammbach, 2004, ISBN 3-931095-31-2
- Santuttho Bhikkhu (Übers.): Cariya-Pitaka – Lebenswandel. Eigenverlag, 2016, ISBN 978-3-00-054402-6.